# Austin Reaves
Austin Tyler Reaves (Newark, 1998. május 29. –) amerikai válogatott német-amerikai kosárlabdázó, a Los Angeles Lakers játékosa a National Basketball Associationben (NBA).
Egyetemen a Wichita State Shockers és az Oklahoma Sooners játékosa volt, 2020-ban beválasztották a legjobb újoncok közé, 2021-ben pedig az All-Big 12 főcsoport legjobb játékosai egyikének nevezték. A 2021-es NBA-drafton egy csapat se választotta ki, de ettől függetlenül a Los Angeles Lakers leszerződtette.
Ugyan még nem volt válogatott, 2022-ben német állampolgár lett és kifejezte érdekeltségét, hogy az országot képviselje.

## Statisztika

### Egyetem
| Év        | Csapat                 | JM                                   | KM                                   | JP/M                                 | MG%                                  | 3P%                                  | BD%                                  | LP/M                                 | GP/M                                 | L/M                                  | B/M                                  | P/M                                  |
| --------- | ---------------------- | ------------------------------------ | ------------------------------------ | ------------------------------------ | ------------------------------------ | ------------------------------------ | ------------------------------------ | ------------------------------------ | ------------------------------------ | ------------------------------------ | ------------------------------------ | ------------------------------------ |
| 2016–2017 | Wichita State Shockers | 33                                   | 0                                    | 11,8                                 | .448                                 | .509                                 | .757                                 | 1,8                                  | 1,1                                  | 0,4                                  | 0,3                                  | 4,1                                  |
| 2017–2018 | Wichita State Shockers | 33                                   | 11                                   | 21,5                                 | .450                                 | .425                                 | .827                                 | 3,1                                  | 2,0                                  | 0,5                                  | 0,2                                  | 8,1                                  |
| 2018–2019 | Oklahoma Sooners       | NCAA-szabályok miatt nem játszhatott | NCAA-szabályok miatt nem játszhatott | NCAA-szabályok miatt nem játszhatott | NCAA-szabályok miatt nem játszhatott | NCAA-szabályok miatt nem játszhatott | NCAA-szabályok miatt nem játszhatott | NCAA-szabályok miatt nem játszhatott | NCAA-szabályok miatt nem játszhatott | NCAA-szabályok miatt nem játszhatott | NCAA-szabályok miatt nem játszhatott | NCAA-szabályok miatt nem játszhatott |
| 2019–2020 | Oklahoma Sooners       | 31                                   | 31                                   | 33,2                                 | .381                                 | .259                                 | .848                                 | 5,3                                  | 3,0                                  | 1,0                                  | 0,3                                  | 14,7                                 |
| 2020–2021 | Oklahoma Sooners       | 25                                   | 25                                   | 34,5                                 | .443                                 | .305                                 | .865                                 | 5,5                                  | 4,6                                  | 0,9                                  | 0,3                                  | 18,3                                 |
| Karrier   | Karrier                | 122                                  | 67                                   | 24,5                                 | .421                                 | .347                                 | .844                                 | 3,8                                  | 2,6                                  | 0,7                                  | 0,3                                  | 10,8                                 |

### NBA

#### Alapszakasz
| Év        | Csapat             | JM  | KM  | JP/M | MG%  | 3P%  | BD%  | LP/M | GP/M | L/M | B/M | P/M  |
| --------- | ------------------ | --- | --- | ---- | ---- | ---- | ---- | ---- | ---- | --- | --- | ---- |
| 2021–2022 | Los Angeles Lakers | 61  | 19  | 23,2 | .459 | .317 | .839 | 3,2  | 1,8  | 0,5 | 0,3 | 7,3  |
| 2022–2023 | Los Angeles Lakers | 64  | 22  | 28,8 | .529 | 398  | .864 | 3,0  | 3,4  | 0,5 | 0,3 | 13,0 |
| 2023–2024 | Los Angeles Lakers | 82  | 57  | 32,1 | .486 | .367 | .853 | 4,3  | 5,5  | 0,8 | 0,3 | 15,9 |
| 2024–2025 | Los Angeles Lakers | 73  | 73  | 34,9 | .460 | .377 | .877 | 4,5  | 5,8  | 1,1 | 0,3 | 20,2 |
| Karrier   | Karrier            | 280 | 171 | 30,1 | .481 | .370 | .863 | 3,8  | 4,3  | 0,7 | 0,3 | 14,5 |

#### Play-in
| Év      | Csapat             | JM | KM | JP/M | MG%  | 3P%  | BD%   | LP/M | GP/M | L/M | B/M | P/M  |
| ------- | ------------------ | -- | -- | ---- | ---- | ---- | ----- | ---- | ---- | --- | --- | ---- |
| 2023    | Los Angeles Lakers | 1  | 1  | 39,4 | .308 | .200 | 1.000 | 6,0  | 3,0  | 0,0 | 0,0 | 12,0 |
| 2024    | Los Angeles Lakers | 1  | 1  | 36,5 | .455 | .400 | 1.000 | 5,0  | 6,0  | 0,0 | 0,0 | 16,0 |
| Karrier | Karrier            | 2  | 2  | 37,9 | .375 | .300 | 1.000 | 5,5  | 4,5  | 0,0 | 0,0 | 14,0 |

#### Rájátszás
| Év      | Csapat             | JM | KM | JP/M | MG%  | 3P%  | BD%  | LP/M | GP/M | L/M | B/M | P/M  |
| ------- | ------------------ | -- | -- | ---- | ---- | ---- | ---- | ---- | ---- | --- | --- | ---- |
| 2023    | Los Angeles Lakers | 16 | 16 | 36,2 | .464 | .443 | .895 | 4,4  | 4,6  | 0,6 | 0,2 | 16,9 |
| 2024    | Los Angeles Lakers | 5  | 5  | 34,8 | .476 | .269 | .895 | 3,8  | 3,6  | 1,4 | 0,6 | 16,8 |
| 2025    | Los Angeles Lakers | 5  | 5  | 39,2 | .411 | .319 | .857 | 5,4  | 3,6  | 0,2 | 0,6 | 16,2 |
| Karrier | Karrier            | 26 | 26 | 36,5 | .455 | .379 | .892 | 4,5  | 4,2  | 0,7 | 0,3 | 16,7 |